# Nyctée (Thèbes)
Pour les articles homonymes, voir Nyctée.
Dans la mythologie grecque, Nyctée (en grec ancien Νυκτεύς / Nykteús) est le frère de Lycos. Tous deux sont fils de la nymphe Clonia et d'Hyriée, ou de Chthonios, un des cinq spartes.
Nyctée eut Antiope de Polyxo, ainsi que Nyctéis. Il occupa anecdotiquement le trône de Thèbes entre la succession de Polydore et Labdacos.
Quand Antiope fut enceinte de Zeus, son père la chassa, et la jeune femme se réfugia à Sicyone, auprès du roi Épopée qu'elle épousa. Lors d'un accès de désespoir, Nyctée se donna la mort, ayant laissé à Lycos le soin de punir Épopée et Antiope.
Il ne connut jamais ses deux petits fils, Amphion et Zéthos.